# (559801) 2015 DX224
(559801) 2015 DX224 est un objet transneptunien d'un diamètre est estimé à environ 200 km.